# 11. politbyro ústředního výboru Komunistické strany Číny
11. politbyro Ústředního výboru Komunistické strany Číny (čínsky v českém přepisu Čung-kuo Kung-čchan-tang ti-š’-i-ťie Čung-jang Čeng-č’-ťü, pchin-jinem Zhōngguó Gòngchǎndǎng dìshíyījiè Zhōngyāng Zhèngzhìjú, znaky 中国共产党第十一届中央政治局) bylo v letech 1977–1982 skupinou 26 členů ústředního výboru Komunistické strany Číny, která tvořila užší vedení Komunistické strany Číny. Pět, později až sedm, nejvýznamnějších členů politbyra tvořilo nejužší vedení, takzvaný stálý výbor politbyra ústředního výboru Komunistické strany Číny.
11. politbyro bylo zvoleno 19. srpna 1977 na prvním zasedání 11. ústředního výboru zvoleného na závěr XI. sjezdu KS Číny. Mělo 23 členů a tři kandidáty. Stálý výbor politbyra měl pět členů, a sice předsedu ÚV Chua Kuo-fenga a místopředsedy Jie Ťien-jinga, Teng Siao-pchinga, Li Sien-niena a Wang Tung-singa. Kromě jich byli členy politbyra ještě zvoleni Wej Kuo-čching, Ulanfu, Fang I, Liou Po-čcheng, Sü Š’-jou, Ťi Teng-kchuej, Su Čen-chua (zemřel v únoru 1979), Li Te-šeng, Wu Te, Jü Čchiou-li, Čang Tching-fa, Čchen Jung-kuej, Čchen Si-lien, Keng Piao, Nie Žung-čen, Ni Č’-fu, Sü Siang-čchien a Pcheng Čchung. Kandidáty pak Čchen Mu-chua, Čao C’-jang a Saifuddin Azizi.
V souvislosti s posilováním pozic stoupenců ekonomických a politických reforem vedených Teng Siao-pchingem a ústupem ortodoxních maoistů se měnilo i složení polirbyra a stálého výboru. V prosinci 1978 ústřední výbor doplnil politbyro třemi novými členy – Čchen Jünem, Chu Jao-pangem, Teng Jing-čchao a Wang Čenem, přičemž Čchen Jün se stal i místopředsedou ÚV a členem stálého výboru. V září 1979 ústřední výbor převedl Čao C’-janga z kandidáta na člena politbyra a zvolil staronovým členem Pcheng Čena. V únoru 1980 byli z politbyra odvoláni čtyři konzervativní maoisté, Wang Tung-sing, Ťi Teng-kchuej, Wu Te a Čchen Si-lien, současně byl stálý výbor rozšířen o Chu Jao-panga a Čao C’-janga. Poslední změna proběhla v červnu 1981, kdy Chu Jao-pang zaměnil Chua Kuo-fenga na postu předsedy ÚV, přičemž Chua Kuo-feng a Čao C’-jang rozšířili počet místopředsedů.
Funkční období 11. politbyra trvalo do XII. sjezdu KS Číny v září 1982.

## Složení politbyra
Jako úřad je uvedeno zaměstnání a funkce vykonávané v době členství v politbyru. Členové stálého výboru jsou uvedeni v pořadí podle významu, ostatní v (čínském) abecedním pořadí.
VSLZ a ČLPPS jsou Všečínské shromáždění lidových zástupců a Čínské lidové politické poradní shromáždění. 
| Minulé období                                                                          | Jméno (Český přepis Znaky)                     | Rok narození                                   | Úřady a funkce | Úřady a funkce | Úřady a funkce | Další období                                   |
| Minulé období                                                                          | Jméno (Český přepis Znaky)                     | Rok narození                                   | civilní stranické | civilní státní a jiné | vojenské | Další období                                   |
| Členové stálého výboru politbyra od srpna 1977                                         | Členové stálého výboru politbyra od srpna 1977 | Členové stálého výboru politbyra od srpna 1977 | Členové stálého výboru politbyra od srpna 1977 | Členové stálého výboru politbyra od srpna 1977 | Členové stálého výboru politbyra od srpna 1977 | Členové stálého výboru politbyra od srpna 1977 |
| -------------------------------------------------------------------------------------- | ---------------------------------------------- | ---------------------------------------------- | --- | --- | --- | ---------------------------------------------- |
| 10.                                                                                    | Chua Kuo-feng 华国锋                           | 1921                                           | předseda ÚV (do června 1981), místopředseda ÚV (od června 1981) | předseda Státní rady (do září 1980) | předseda Ústřední vojenské komise KS Číny (do června 1981) | –                                              |
| 8., 9., 10.                                                                            | Jie Ťien-jing 叶剑英                           | 1897                                           | místopředseda ÚV | místopředseda celostátního výboru ČLPPS (do března 1978), předseda stálého výboru VSLZ (od března 1978) | maršál, místopředseda Ústřední vojenské komise KS Číny, ministr obrany (do března 1978)                                                                                                 | 12.                                            |
| 7., 8., 10.                                                                            | Teng Siao-pching 邓小平                        | 1904                                           | místopředseda ÚV, | místopředseda Státní rady (do září 1980), předseda celostátního výboru ČLPPS (od března 1978) | místopředseda Ústřední vojenské komise KS Číny (do června 1981), předseda Ústřední vojenské komise KS Číny (od června 1981)                                                             | 12.                                            |
| 8., 9., 10.                                                                            | Li Sien-nien 李先念                            | 1909                                           | místopředseda ÚV | místopředseda Státní rady (do září 1980) | člen stálého výboru Ústřední vojenské komise KS Číny | 12.                                            |
| 9., 10.                                                                                | Wang Tung-sing 汪东兴 (odvolán v únoru 1980)   | 1916                                           | místopředseda ÚV (do února 1980), vedoucí Hlavní kanceláře ÚV (do prosince 1978) | | generálmajor, člen stálého výboru Ústřední vojenské komise KS Číny (do února 1980) | –                                              |
| Člen politbyra a stálého výboru od prosince 1978                                       |                                                |                                                | | | |                                                |
| 7., 8.                                                                                 | Čchen Jün 陈云                                 | 1905                                           | místopředseda ÚV (od prosince 1978), první tajemník Ústřední komise pro kontrolu disciplíny (od prosince 1978) | místopředseda stálého výboru VSLZ, místopředseda Státní rady (červenec 1979 – září 1980) | | 12.                                            |
| Člen politbyra od prosince 1978, stálého výboru od února 1980                          |                                                |                                                | | | |                                                |
| –                                                                                      | Chu Jao-pang 胡耀邦                            | 1915                                           | vedoucí sekretariátu ÚV (prosinec 1978 – únor 1980), vedoucí oddělení propagandy ÚV (prosinec 1978 – březen 1980), generální tajemník sekretariátu (od února 1980), předseda ÚV (od června 1981)                                         | | | 12., 13.                                       |
| Kandidát politbyra od srpna 1977, člen od září 1979, člen stálého výboru od února 1980 |                                                |                                                | | | |                                                |
| –                                                                                      | Čao C’-jang 赵紫阳                             | 1919                                           | první tajemník s’čchuanského provinčního výboru (do března 1980), místopředseda ÚV (od června 1981) | předseda s’čchuanského provinčního revolučního výboru (do prosince 1979), místopředseda celostátního výboru ČLPPS (od března 1978), místopředseda Státní rady (duben – září 1980), předseda Státní rady (od září 1980)                                                                   | | 12., 13.                                       |
| Členové politbyra od srpna 1977                                                        |                                                |                                                | | | |                                                |
| 10.                                                                                    | Wej Kuo-čching 王震                            | 1913                                           | první tajemník kuangtungského provinčního výboru (do prosince 1978) | místopředseda stálého výboru VSLZ, místopředseda celostátního výboru ČLPPS, předseda kuangtungského revolučního výboru (do ledna 1979) | generálplukovník, člen stálého výboru Ústřední vojenské komise KS Číny, náčelník Hlavní politické správy,                                                                               | 12.                                            |
| 8.                                                                                     | Ulanfu                                         | 1907                                           | vedoucí oddělení jednotné fronty ÚV (do dubna 1982) | místopředseda stálého výboru VSLZ, místopředseda celostátního výboru ČLPPS (od března 1978) | generálplukovník | 12.                                            |
| –                                                                                      | Fang I 方毅                                    | 1916                                           | tajemník ÚV (od února 1980) | předseda Státní komise pro vědu a technologii (od září 1977), místopředseda Státní rady (březen 1978 – květen 1982), předseda akademie věd (červenec 1979 – květen 1981), státní poradce Státní rady (od května 1982)                                                                    | | 12.                                            |
| 8., 9., 10.                                                                            | Liou Po-čcheng 刘伯承                          | 1892                                           | | místopředseda stálého výboru VSLZ (do srpna 1980) | maršál, místopředseda Ústřední vojenské komise KS Číny | –                                              |
| 9., 10.                                                                                | Sü Š’-jou 许世友                               | 1905                                           | | | generálplukovník, velitel kuangčouského vojenského okruhu (do ledna 1980), člen stálého výboru Ústřední vojenské komise KS Číny (od ledna 1980)                                         | –                                              |
| 9., 10.                                                                                | Ťi Teng-kchuej 纪登奎 (odvolán v únoru 1980)   | 1923                                           | vedoucí politické a právní skupiny ÚV (do ledna 1980) | místopředseda Státní rady (do dubna 1980) | | –                                              |
| 10.                                                                                    | Su Čen-chua 苏振华 (zemřel v únoru 1979)       | 1912                                           | první tajemník šanghajského městského výboru | předseda šanghajského revolučního výboru | generálplukovník, politický komisař námořnictva | –                                              |
| 9., 10.                                                                                | Li Te-šeng 李德生                              | 1916                                           | | | generálmajor, velitel šenjangského vojenského okruhu | 12.                                            |
| 10.                                                                                    | Wu Te 吴德 (odvolán v únoru 1980)              | 1913                                           | tajemník pekingského městského výboru (do října 1978) | místopředseda stálého výboru VSLZ (do dubna 1980), předseda pekingského revolučního výboru (do října 1978) | | –                                              |
| –                                                                                      | Jü Čchiou-li 余秋里                            | 1914                                           | tajemník ÚV (od února 1980) | místopředseda Státní rady (do května 1982), ministr-předseda Státní plánovací komise (do srpna 1980), předseda Státního výboru pro energetiku (od srpna 1980), státní poradce Státní rady (od května 1982)                                                                               | generálporučík | 12.                                            |
| –                                                                                      | Čang Tching-fa 张廷发                          | 1918                                           | | | generálmajor, velitel letectva | 12.                                            |
| 10.                                                                                    | Čchen Jung-kuej 陈永贵                         | 1915                                           | | místopředseda Státní rady (do září 1980) | | –                                              |
| 9., 10.                                                                                | Čchen Si-lien 陈锡联 (odvolán v únoru 1980)    | 1915                                           | | | generálplukovník, člen stálého výboru Ústřední vojenské komise KS Číny (do února 1980), velitel pekingského vojenského okruhu (do ledna 1980)                                           | –                                              |
| –                                                                                      | Keng Piao 陈锡联                               | 1915                                           | vedoucí ústřední skupiny ÚV pro propagandu (do října 1977) | místopředseda Státní rady (březen 1978 – květen 1982), státní poradce Státní rady (od května 1982) | člen stálého výboru Ústřední vojenské komise KS Číny (od ledna 1979), generální sekretář Ústřední vojenské komise KS Číny (leden 1979 – červenec 1981), ministr obrany (od března 1981) | –                                              |
| 8.                                                                                     | Nie Žung-čen 聂荣臻                            | 1899                                           | | místopředseda stálého výboru VSLZ (do září 1980) | maršál, místopředseda Ústřední vojenské komise KS Číny | 12.                                            |
| 10.                                                                                    | Ni Č’-fu 倪志福                                | 1933                                           | druhý tajemník pekingského městského výboru (do února 1980) | místopředseda pekingského revolučního výboru (do února 1980), předseda Všečínské federace odborů (od října 1978) | | 12.                                            |
| 8.                                                                                     | Sü Siang-čchien 徐向前                         | 1901                                           | | místopředseda Státní rady (březen 1978 – září 1980) | maršál, místopředseda Ústřední vojenské komise KS Číny, ministr obrany (březen 1978 – březen 1981)                                                                                      | 12.                                            |
| –                                                                                      | Pcheng Čchung 彭冲                             | 1915                                           | tajemník šanghajského městského výboru (do února 1979), první tajemník šanghajského městského výboru (únor 1979 – březen 1980), tajemník ÚV (od února 1980), první zástupce tajemníka ústřední politické a právní komise (od února 1980) | místopředseda šanghajského revolučního výboru (do února 1979), předseda šanghajského revolučního výboru/starosta Šanghaje (únor – prosinec 1979/prosinec 1979 – březen 1980), místopředseda celostátního výboru ČLPPS (od března 1978), místopředseda stálého výboru VSLZ (od září 1980) | | –                                              |
| Členové politbyra od prosince 1978                                                     |                                                |                                                | | | |                                                |
| –                                                                                      | Teng Jing-čchao 邓颖超                         | 1904                                           | druhá tajemnice Ústřední komise pro kontrolu disciplíny (od prosince 1978) | místopředsedkyně stálého výboru VSLZ | | 12.                                            |
| –                                                                                      | Wang Čen 王震                                  | 1908                                           | | místopředseda Státní rady (do září 1980) | generálplukovník | 12.                                            |
| Člen politbyra od září 1979                                                            |                                                |                                                | | | |                                                |
| 7., 8.                                                                                 | Pcheng Čen 彭真                                | 1902                                           | tajemník ústřední politické a právní komise (od března 1980) | místopředseda stálého výboru VSLZ generální sekretář stálého výboru VSLZ (září 1979 – září 1980) | | 12.                                            |
| Kandidáti politbyra od srpna 1977                                                      |                                                |                                                | | | |                                                |
| –                                                                                      | Čchen Mu-chua 陈慕华                           | 1921                                           | | ministryně zahraničních ekonomických vztahů (do března 1982), místopředsedkyně Státní rady (březen 1978 – květen 1982), ministryně zahraničních ekonomických vztahů a obchodu (od března 1982), státní poradkyně Státní rady (od května 1982)                                            | | 12.                                            |
| 10.                                                                                    | Saifuddin Azizi 赛福鼎·艾则孜                  | 1915                                           | první tajemník sinťiangského oblastního výboru (do ledna 1978) | předseda sinťiangského oblastního revolučního výboru (do ledna 1978), místopředseda stálého výboru VSLZ | | –                                              |